# Znin (herb szlachecki)
Znin (S, Żnin) – polski herb szlachecki, używany przez kilkadziesiąt rodzin, głównie litewskich.

## Opis herbu
W polu błękitnym litera S złota. Klejnot nieznany.
W średniowieczu herb przedstawiał się inaczej: W polu czerwonym litera Z złota, przekrzyżowana.

## Najwcześniejsze wzmianki
Herb wzmiankowany w średniowieczu, pojawia się w herbarzu arsenalskim oraz na pieczęci Macieja, biskupa wileńskiego z 1442. Wówczas jeszcze herb przedstawiał literę Z przekrzyżowaną (na pieczęci belki tworzące górne i dolne linie litery są skośne). Tak też herb Żnin (jako herb Jakuba ze Żnina) odtworzono w Stemmata polonica.
Jako S, herb pojawia się w Kronice polskiej Marcina Bielskiego Orbis Poloni. Następnie wzmiankuje herb Szymon Okolski, w Orbis poloni, gdzie przypisywany jest Jakubowi ze Żnina.
Następnie wymieniają ten herb Antoni Swach i Kasper Niesiecki. Nie rekonstruują jednak barw.
Rekonstrukcja barw pochodzi dopiero od Chrząńskiego (Tablice odmian herbowych).

## Herbowni
Lista nazwisk znajdująca się w artykule pochodzi z Herbarza polskiego Tadeusza Gajla. Według jego ustaleń, herb Znin przysługiwał 55 rodzinom herbownych o nazwiskach:
Augutowicz, Bakszewski, Bańkowski, Bartoszewicz, Betygolski, Bietygolski, Boryczewski, Charytonowicz, Chrystowski, Dambrowka, Dziedrowicz, Ejwild, Eywild, Germanowicz, Giryn, Grzywaczewski, Haniewicz, Jakszewicz, Jasielewicz, Jasiński, Jaszewicz, Kamiński, Kuczyński, Kuncewicz, Kustynia, Lewszewicz, Lisopacki, Listopadzki, Lityński, Łaniewski, Łokuciejewski, Łokuciewski, Łokuczewski, Mesenau, Mołochowiec, Narkowicz, Niekrasz, Niekraś, Parczyński, Pietkiewicz, Piorecki, Porczyński, Poszokiński, Poszukanis, Prokurotas, Przymulski, Rychlig, Rychlik, Saweczański, Strebejko, Stretejko, Szczerbo, Taraszkiewicz, Truskowski, Zniszczyński.